# Cladotanytarsus gloveri
Cladotanytarsus gloveri är en tvåvingeart som beskrevs av Chaudhuri och Das 1988. Cladotanytarsus gloveri ingår i släktet Cladotanytarsus och familjen fjädermyggor. Inga underarter finns listade i Catalogue of Life.